# هنري جيروم
هنري جيروم (بالإنجليزية: Henry Jerome)‏ هو موزع وكاتب أغاني أمريكي، ولد في 12 نوفمبر 1917 في نيويورك في الولايات المتحدة، وتوفي في 23 مارس 2011 في بلانتيشن في الولايات المتحدة.

## وصلات خارجية
- هنري جيروم على موقع ميوزك برينز (الإنجليزية)
- هنري جيروم على موقع أول ميوزيك (الإنجليزية)